# Szarvasi kistérség
A Szarvasi kistérség kistérség Békés megyében, központja Szarvas.

## Települései
| Békésszentandrás | Csabacsűd | Gyomaendrőd | Hunya | Kardos |
| Kondoros         | Örménykút | Szarvas     |       |        |

## Története
2007-ben került ide Gyomaendrőd és Hunya a Békési kistérségtől.